# Susanne Juhasz

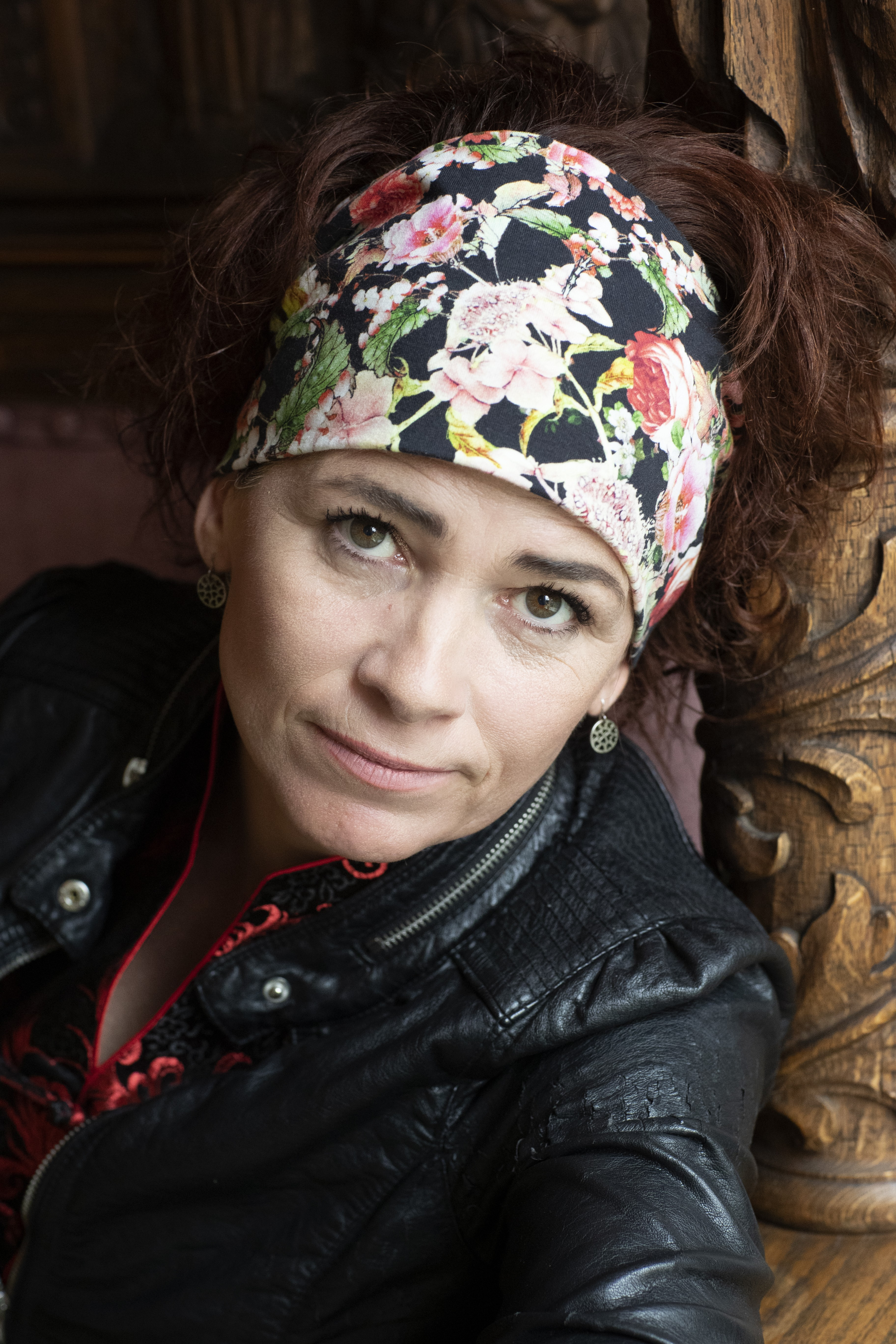
Susanne Juhasz, 2019

Susanne Asta Juhasz (* 5. Dezember 1972 in Aarhus) ist eine dänische Schauspielerin.

## Leben
Susanne Juhasz wuchs in Aarhus auf. Sie hat väterlicherseits ungarische Vorfahren.
Ab Mitte der 1990er-Jahre absolvierte sie ihre Schauspielausbildung an der Staatlichen Theaterhochschule in Kopenhagen. Ihr Bühnendebüt hatte sie im Jahr 1998 am Aarhus Teater. Sie wirkte als Bühnendarstellerin an zahlreichen Theaterhäusern in ganz Dänemark in verschiedenen Theaterstücken mit.
Seit 1999 hat Juhasz als Schauspielerin vor der Kamera in mehr als 20 Film-und-Fernsehproduktionen mitgewirkt. Im Jahr 2002 wurde sie mit dem Bodil als Beste Nebendarstellerin ausgezeichnet. Sie ist auch als Synchronsprecherin für Zeichentrickfilme und als Drehbuchautorin für dänische Filme und verschiedene Fernsehserien tätig.
Juhasz war einige Jahre lang mit dem Regisseur Hans Fabian Wullenweber liiert.

## Filmografie (Auswahl)
- 1999: Lille maensk
- 2001: Ein Jackpot für Helene
- 2001: Anja & Viktor 2 – Kaerlighed ved forste hik
- 2002: Für immer und ewig
- 2003: Regel Nr. 1
- 2006: Der Adler – Die Spur des Verbrechens (Fernsehserie, 1 Folge)
- 2009: Karla & Katrine
- 2010: In einer besseren Welt
- 2011: Nordlicht – Mörder ohne Reue (Fernsehserie, 1 Folge)
- 2013: Det gra Guld
- 2019: Ninna
- 2024: The Promise